# Bahnhof Hannover Messe/Laatzen
Bahnhof Hannover Messe/Laatzen vasútállomás Németországban, Alsó-Szászország tartományban, Hannover városban. Forgalma alapján a német vasútállomás-kategóriák közül a negyedik csoportba tartozik.

## Vasútvonalak
Az állomást az alábbi vasútvonalak érintik:
- Hannöversche Südbahn
- Hannover–Würzburg nagysebességű vasútvonal

## Forgalom

### Regionális
| Vonatnem | Útvonal | Gyakoriság           |
| -------- | --- | -------------------- |
| FLX 10   | Berlin-Lichtenberg – Berlin Ostkreuz – Berlin Ostbahnhof – Berlin – Berlin Zoo – Wolfsburg – Lehrte – Hannover Messe/Laatzen – Göttingen – Kassel-Wilhelmshöhe – Fulda – Hanau – Frankfurt Süd – Darmstadt – Weinheim – Heidelberg – Vaihingen – Stuttgart | 1–2 vonatpár naponta |
| S 4      | Bennemühlen – Langenhagen – Hannover – Hannover Messe/Laatzen – Sarstedt – Hildesheim | 60 percenként        |

### Távolsági
| Vonatnem/járatszám | Útvonal | Gyakoriság     |
| ------------------ | --- | -------------- |
| ICE 20             | Kiel / Hamburg-Altona – Hamburg – Hannover – Hannover Messe/Laatzen – Göttingen – Kassel-Wilhelmshöhe – Frankfurt – Mannheim – Karlsruhe – Freiburg – Basel SBB (– Zürich – Interlaken Ost) | 120 percenként |
| ICE 22             | Kiel / Hamburg-Altona – Hamburg – Hannover – Hannover Messe/Laatzen – Göttingen – Kassel-Wilhelmshöhe – Frankfurt – Frankfurt Flughafen – Mannheim (– Heidelberg) – Stuttgart               | 120 percenként |
| ICE 25             | Lübeck / Hamburg-Altona – Hamburg – Hannover – Hannover Messe/Laatzen – Göttingen – Kassel-Wilhelmshöhe – Fulda – Würzburg – Nürnberg – Ingolstadt – München (– Garmisch-Partenkirchen)     | 060 percenként |
| IC 26              | (Ostseebad Binz –) Stralsund – Rostock – Hamburg – Hannover – Hannover Messe/Laatzen – Göttingen – Kassel-Wilhelmshöhe – Frankfurt – Heidelberg – Karlsruhe                                 | 120 percenként |
| RE2                | Uelzen – Celle – Hannover – Hannover Messe/Laatzen – Sarstedt – Nordstemmen – Elze – Kreiensen – Göttingen                                                                                  | 060 percenként |
| RE10               | Hannover – Hannover Messe/Laatzen – Hildesheim – Derneburg – Salzgitter-Ringelheim – Goslar – Bad Harzburg                                                                                  | 060 percenként |
| S 8                | Hannover Flughafen – Langenhagen – Hannover – Hannover Messe/Laatzen | 030 percenként |

## Kapcsolódó állomások
A vasútállomáshoz az alábbi állomások vannak a legközelebb:
- Hannover Bismarckstraße (Hannover Hauptbahnhof, Hannover Flughafen, Hannöversche Südbahn, S8)
- Rethen (Leine) (Kassel Hauptbahnhof, Hildesheim Hauptbahnhof, Hannöversche Südbahn, S4 (Hannover))
- Hannover Hauptbahnhof (Bahnhof Uelzen, Hannöversche Südbahn, RE 2)
- Sarstedt (Bahnhof Göttingen, Hannöversche Südbahn, RE 2)